# Distoleon alicia
Distoleon alicia is een insect uit de familie van de mierenleeuwen (Myrmeleontidae), die tot de orde netvleugeligen (Neuroptera) behoort. 
Distoleon alicia is voor het eerst wetenschappelijk beschreven door Banks in 1939.